# Obila anguinata
Obila anguinata är en fjärilsart som beskrevs av Herrich-Schäffer 1870. Obila anguinata ingår i släktet Obila och familjen mätare. Inga underarter finns listade i Catalogue of Life.